# Eumecosomyia lacteivittata
Eumecosomyia lacteivittata är en tvåvingeart som beskrevs av Friedrich Georg Hendel 1909. Eumecosomyia lacteivittata ingår i släktet Eumecosomyia och familjen fläckflugor. Inga underarter finns listade i Catalogue of Life.